# Wolfram Wette

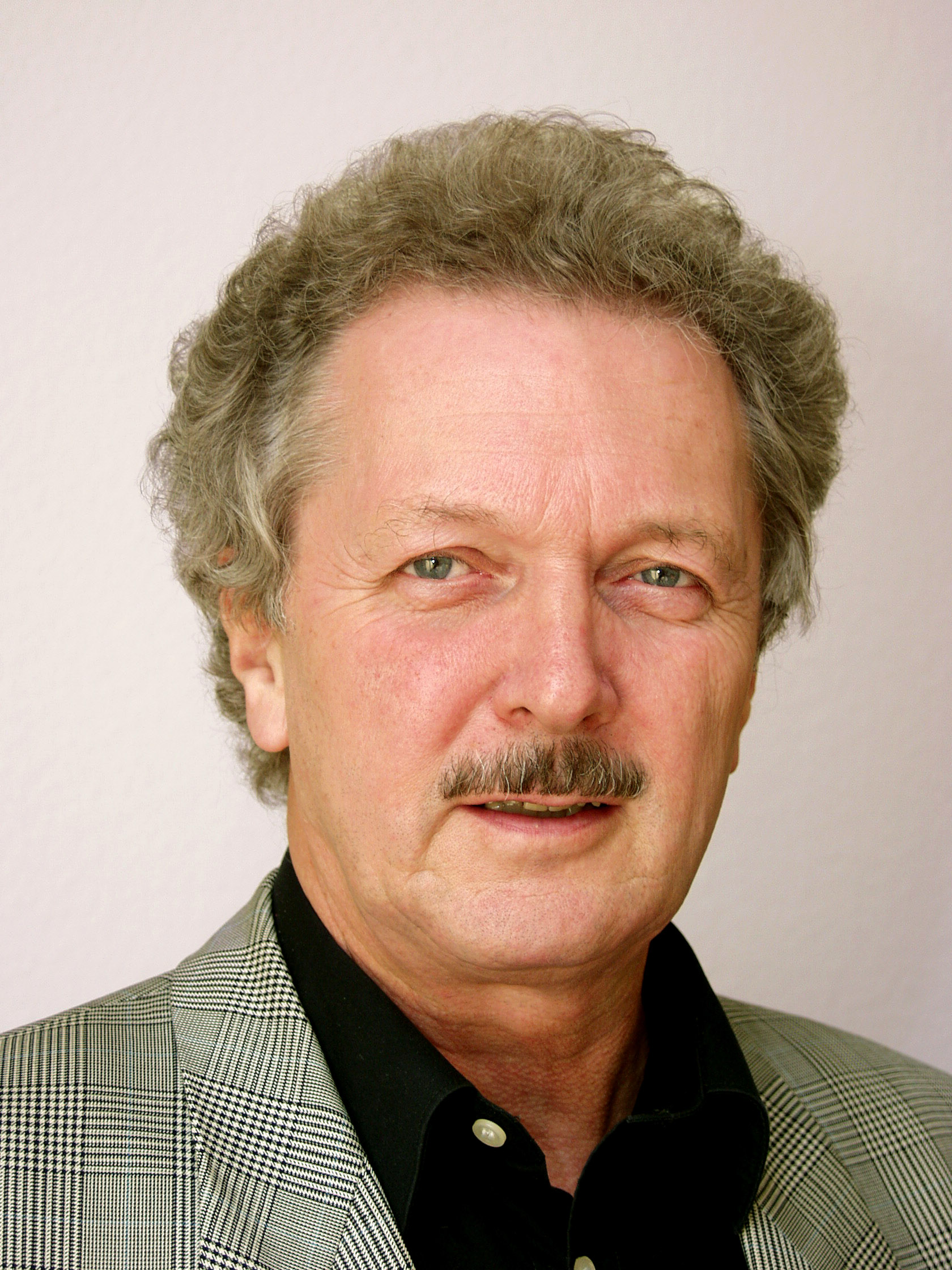
Wette em 2008.

Wolfram Wette (nascido em 11 de novembro de 1940) é um historiador militar alemão e pesquisador da paz. Ele é autor ou editor de mais de 40 livros sobre a história da Alemanha nazista, incluindo a série seminal Alemanha e a Segunda Guerra Mundial do Gabinete de Pesquisa em História Militar da Alemanha (MGFA).
O livro publicado de Wette, The Wehrmacht: História, Mito, Realidade, foi traduzido para cinco idiomas e trata da questão da criminalidade da Wehrmacht durante a Segunda Guerra Mundial e da lenda de suas "mãos limpas". Em 2015, Wette recebeu a Ordem do Mérito da República Federal da Alemanha, a única honra federal concedida aos cidadãos alemães por conquistas excepcionais.

## Educação e carreira
De 1971 a 1995, Wette trabalhou no Gabinete de Pesquisa em História Militar (MGFA). Depois, ele foi professor de história na Universidade de Freiburg. Wette foi co-fundador do Grupo de Trabalho para Pesquisa da Paz Histórica (Arbeitskreis Historische Friedens- und Konfliktforschung e.V.). Ele foi membro do conselho municipal de Freiburg de 1980 a 1989 como membro do Partido Social Democrata da Alemanha e também foi presidente do grupo parlamentar do SPD e presidente da associação da cidade do SPD.
Wette é autor ou editor de quarenta livros sobre a história da Alemanha nazista, incluindo a Wehrmacht (forças armadas), sua liderança e sua relação com o nazismo. Os trabalhos de Wette exploraram tópicos que na época de sua publicação eram considerados tabus ou pouco discutidos na Alemanha, como deserção, traição e ajuda às vítimas do regime nazista por parte de militares. Apesar de milhares de execuções por "minar o moral militar", a pesquisa de Wette mostrou que apenas três militares da Wehrmacht foram executados por ajudar judeus. Wette explorou o tópico em seu livro Feldwebel Anton Schmid: Ein Held der Humanität [Feldwebel Anton Schmid: Um Herói da Humanidade]. O livro contou a história de Anton Schmid, que ajudou judeus confinados ao gueto de Vilna. Ele foi condenado à morte por seus superiores militares e executado em 1942. Devido à natureza controversa do trabalho de Wette, ele recebeu ameaças de morte. O livro dele aborda ao discutir o mito de que o exército alemão nunca teria se engajado em crimes de guerra.
O livro de Wette, de 2002, Die Wehrmacht. Feindbilder, Vernichtungskrieg, Legenden [A Wehrmacht: Imagens do Inimigo, Guerra do Extermínio, Lendas] foi publicada em 2006 em inglês como The Wehrmacht: História, Mito, Realidade pela Harvard University Press. Com base no estudo de Omer Bartov, de 1985, A Frente Oriental, 1941-1945: tropas alemãs e a barbarização da guerra, o livro desconstrói o mito da Wehrmacht limpa. De acordo com o The Atlantic, mostra que "a Wehrmacht - e não, como afirmam os generais alemães do pós-guerra, apenas a SS - se uniu livre e avidamente a assassinatos e genocídios, que eram características centrais, e não incidentais, de seus interesses e esforços".
O livro complementa os estudos anteriores, focados no Landser médio (soldado) e também discute a cumplicidade dos níveis mais altos da Wehrmacht.  Revendo o trabalho, o historiador Geoffrey P. Megargee observa que "até o trabalho de Wette, não havia uma pesquisa geral concisa sobre os crimes da Wehrmacht, pelo menos para um público de língua inglesa. Assim, seu trabalho preenche uma lacuna significativa na literatura" . A crítica continua criticando o livro por omitir áreas-chave, de acordo com Megargee, por avaliar a criminalidade da Wehrmacht, incluindo o assassinato de mais de 3 milhões de prisioneiros de guerra soviéticos, a doutrina Bandenbekämpfung (combate a bandidos) de realizar contra-insurgência guerra com máxima brutalidade e ordens criminais, como a Ordem do Comissário.